# Volcán Orosí
El volcán Orosí es un estratovolcán localizado en Costa Rica, ubicado en la cordillera de Guanacaste, a 30 km de la ciudad de La Cruz, provincia de Guanacaste y cerca de la frontera norte con Nicaragua. Alcanza los 1440 m s. n. m. Junto con el volcán Cacao (1659 m s. n. m.), el volcán Orosilito (1200 m s. n. m.), el volcán Pedregal (1100 m s. n. m.) y otro volcán sin nombre ubicado más al norte, forma un sistema de estratovolcanes adosados conocido como Conjunto Volcán Orosí-Cacao, que abarca 200-257 km² (75 km³).
No ha registrado actividad eruptiva desde la época prehispánica. Se estima que su última erupción sucedió en el año 3500 a. C. aproximadamente. También es el único de los volcanes de la cordillera de Guanacaste que no presenta actividad secundaria (fumarolas, solfataras, etc).
El volcán Orosí forma parte del parque nacional Guanacaste, perteneciente al Área de Conservación Guanacaste, administrada por el Sistema Nacional de Áreas de Conservación de Costa Rica, y declarada Patrimonio de la Humanidad por la UNESCO en 1999. En la base del volcán se encuentra la estación biológica Maritza, que investiga la biología acuática, fundada en conjunto con el Centro de Investigación del Agua Stroud, de la Academia de Ciencias Naturales de Filadelfia. 

## Toponimia
Orosí es una palabra indígena de origen chorotega. Se registra por primera vez en 1524 durante la expedición de Gil González Dávila a Costa Rica, según la redacción del tesorero de la entrada Andrés de Cereceda, para denominar a un rey indígena que tenía sus dominios en las cercanías del volcán.

El Cacique Orosí está 5 leguas la tierra adentro: tornáronse cristianas 134 ánimas, dio 198 pesos, 4 tomines de oro.

Las evidencias arqueológicas señalan la existencia de ocupamientos de las faldas del volcán Orosí por lo menos desde el año 300 a. C, con enterramientos en los cuales se han encontrado urnas funerarias de cerámicas, incensarios de barro cuya forma recuerda a la de los volcanes, ofrendas de jade y navajas de obsidiana.

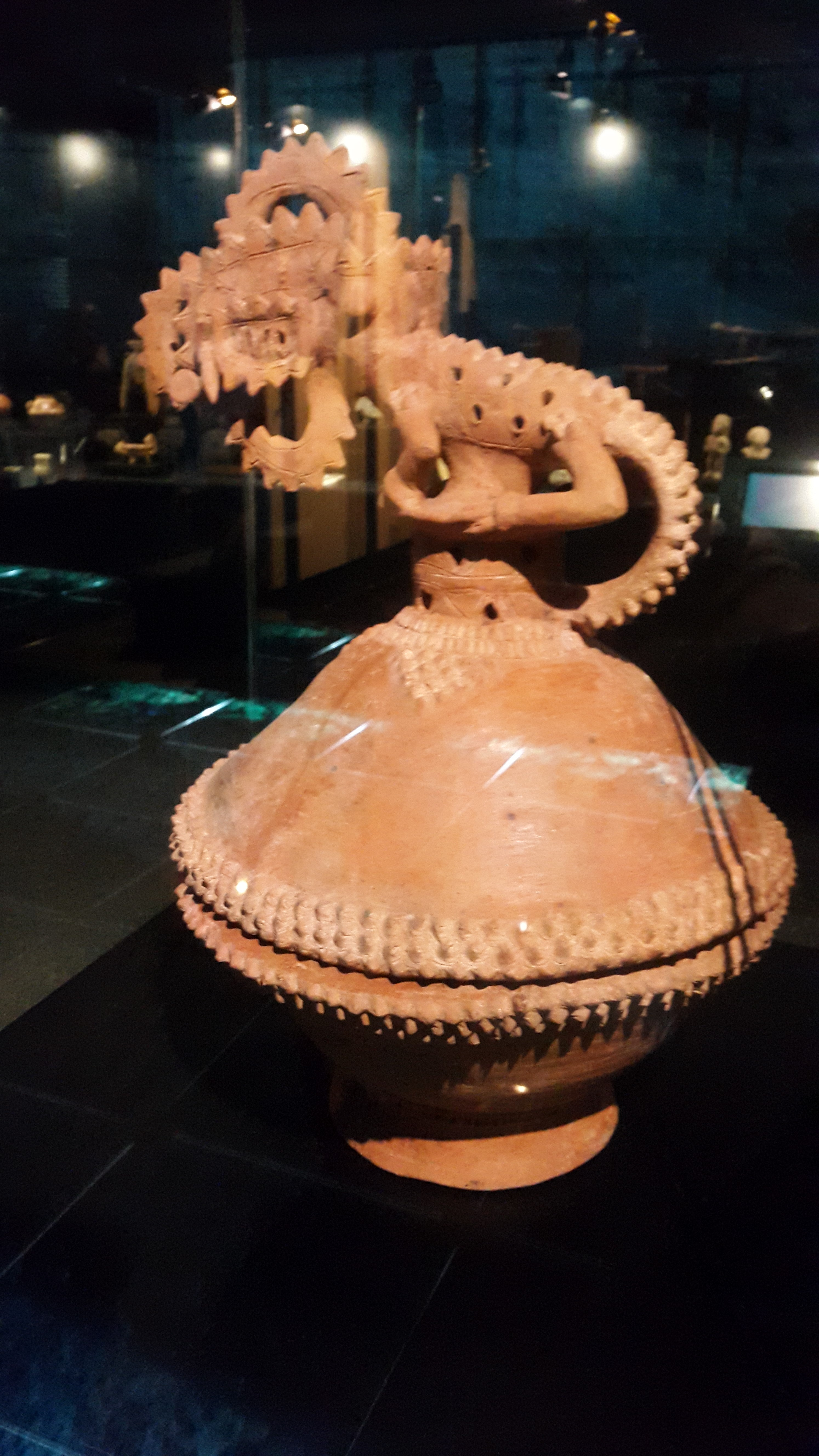
Incensario ceremonial nicoyano.

No debe confundirse Orosí, palabra aguda con acento en la letra í, con el del pueblo de Orosi de Cartago, palabra grave sin acento. Dado que según recientes investigaciones el idioma chorotega parece haber sido trivocálico y no haber contado con la letra o, es posible que el nombre original del rey y del volcán haya sido Urusí.
En 1745, aparece el primer registro del volcán con el nombre de Orosí, en el libro Historia de Costa Rica durante la dominación española (1502-1821), de León Fernández Bonilla, aunque esta vez con z y sin acento en la í:

...hasta el volcán que llaman de Orozi se forma un escudo y ensenada grande; es toda tierra baja y cienegosa, y en ella hay muchos riachuelos...

El obispo Bernardo Augusto Thiel lo menciona en sus apuntes cronológicos, en 1761, con el nombre como se le conoce actualmente, durante su exploración del territorio de los indígenas maleku:

Fray Tomás López resolvió entonces entrar en el territorio de Guatuso desde el Volcán de Orosí y río La Tortuga.

Finalmente, en diferentes épocas, se le llamó Monte Góngora a las cimas de los volcanes Orosí, Orosilito y Cacao.

## Aspectos físicos
El volcán Orosí es el primer macizo de importancia de la Cordillera de Guanacaste en el sentido noroeste a sureste. Abarca una superficie de 50 km². Posee una forma cónica bien desarrollada, con vertientes profundamente talladas por la erosión. Presenta un cráter muy derruido y desportillado en el suroeste, cuyo diámetro alcanza 1 km. Petrográficamente, las lavas del Orosí están compuestas por andesitas, andesitas basálticas y basaltos con olivino.
La historia geológica del Complejo Orosí-Cacao inicia con la emisión de flujos piroclásticos hace unos 600 000 años, lo que llevó al crecimiento de conos volcánicos hace unos 400 000 años, formando tres paleo-volcanes (Paleo-Orosí, Orosilito y Paleo-Cacao). Estos colapsaron parcialmente para dar lugar a la construcción de los edificios volcánicos del Orosí, Pedregal y Cacao, con derrames de lava parcialmente hacia el oeste. Los tres volcanes tuvieron actividad con ocurrencia de fases explosivas paroximales y emisión de flujos piroclásticos, que conllevaron la destrucción parcial del edificio volcánico hacia el suroeste. Una nueva reactivación volcánica originó domos y coladas de lava, hubo un agrandamiento de los anfiteatros cratéricos a causa de la erosión y se formaron corrientes de lodo que bajaron del Orosí hace unos 3500 años, para luego entrar en fase inactiva hasta nuestros días.
Volcán Orosilito
De 1200 m s. n. m., presenta los restos de un antiguo cráter profundamente erosionado, abierto por el sursudoeste, con diámetro de 1.5 km. Por el este, se une con el volcán Orosí por medio de una meseta volcánica de 1100 m s. n. m. Esta meseta se encuentra cortada por profundos cañones fluviales.
Volcán Cacao
Es un estratovolcán de 1659 m s. n. m., lo que lo constituye en la cima más alta del complejo (a veces confundido con la cima del Orosí). Se ubica a 5.5 km del volcán Orosí. Presenta una depresión volcánica hacia el suroeste, limitada por escarpados farallones de 200 m de altura. El macizo del Cacao está formado por lavas, piroclastos y brechas volcánicas. Hacia su base noroeste presenta evidencias de un antiguo foco volcánico. También cuenta con un domo con evidencias de un importante episodio explosivo tardío.
Volcán Pedregal
Es un cono volcánico ubicado al sureste del volcán Cacao. Presenta un cráter desportillado en el sector oeste.

## Actividad volcánica
El volcán Orosí es un volcán dormido. Su actividad volcánica parece haber cesado hace miles de años. Sin fundamento alguno, se reportaron supuestas actividades eruptivas en la época de la conquista española, en 1844, 1849 y 1954, pero la abundante vegetación selvática de su cima parece desmentirlo. En 1899 y 1923 se realizaron ascensiones sin encontrarse evidencia de actividad volcánica. Un estudio realizado con radiocarbono en 1986 logró determinar la presencia de corrientes de lodo volcánico bajando del Orosí entre 3400 y 4200 a. C, aunque no se ha logrado dilucidar si estuvieron relacionadas con una erupción o con un simple deslizamiento.

## Peligro volcánico
Circunscrito a la vecindad de sus cráteres y laderas. El Orosí se encuentra ubicado en una zona rural y área ecológica protegida, con poca población. No cuenta con sistemas de vigilancia volcánica debido su prolongada inactividad.

## Recursos naturales

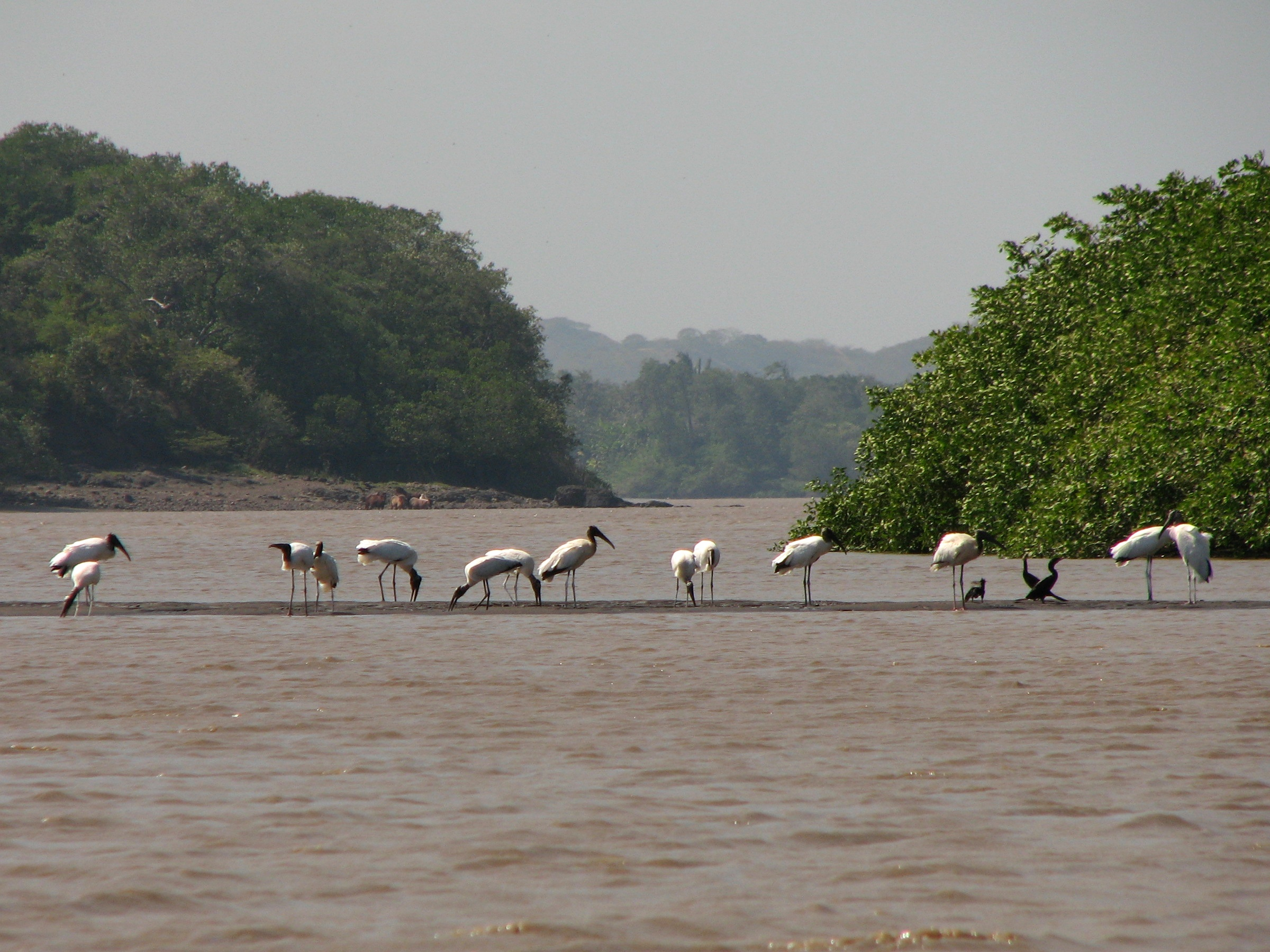
Cigueñones en el río Tempisque, el cual nace de las faldas del volcán Orosí.

Los volcanes del Complejo Orosí-Cacao se encuentra protegidos por el parque nacional Guanacaste, creado el 5 de junio de 1951. A su vez, este parque se encuentra dentro del Área de Conservación Guanacaste, una de las áreas de mayor biodiversidad del mundo, razón por la cual fue declarada Patrimonio de la Humanidad por la UNESCO en 1999.
La región del Orosí está compuesta por un bosque seco tropical. La zona protegida posee diversos ecosistemas que albergan al menos 5000 especies de mariposas, 2000 de las cuales no han sido todavía descritas, además de 1500 variedades de plantas, 300 especies de pájaros y 140 especies de mamíferos. En el parque se pueden encontrar valiosas especies de maderas como cenízaro, caoba, ron ron, laurel, pochote, guapinol, encino, cristóbal, roble sabana, guácimo, guanacaste, cedro, madroño y guachipelín, con ejemplares que alcanzan hasta 450 años de edad. En las cimas de los volcanes Orosí y Cacao se pueden encontrar gran variedad de epífitas, bromelias, orquídeas, araceas, helechos y musgos.
Entre las aves, destacan la pava, el jilguero, la oropéndola de Montezuma, el tucancillo, el rey de los zopilotes, el oropopo o búho de anteojos, el pájaro campana, el pájaro sombrilla, la urraca y el cargahuesos. Algunos de los mamíferos más representativos son el tepezcuintle, el venado cola blanca, el jaguar, el cariblanco, el puma, la danta, el pizote, el saíno, el armadillo, el tolomuco y el perezoso de dos dedos.
De las faldas del volcán Orosí nace el río Tempisque, la fuente de agua dulce más importante de Guanacaste y la segunda cuenca hidrográfica de Costa Rica (la primera si se toma en cuenta la cuenca de su afluente el río Bebedero).
El parque es asiento de estudios y proyectos de investigación ecológica. En el parque nacional Guanacaste existen tres estaciones biológicas permanentes: Maritza, Pitilla y Cacao.

## Clima
El clima es tropical con estaciones seca (3 meses) y lluviosa bien definidas, propio de la subregión correspondiente a las bases y faldas de la cordillera de Guanacaste y la sierra de Tilarán, de la región Pacífico Norte de Costa Rica. Con precipitaciones promedio de 2460 mm al año (el segundo más alto del Pacífico Norte, luego de la cuenca baja de los ríos Barranca y Grande de Tárcoles), tiene un promedio de 173 días de lluvia al año (el más alto de la región guanacasteca), presentando clima lluvioso de influencia monzónica durante la estación lluviosa, sobre todo en la vertiente caribeña. La temperatura media es alrededor de 21 °C (mínimo 17 °C, máxima 25 °C).

## Historia y cultura

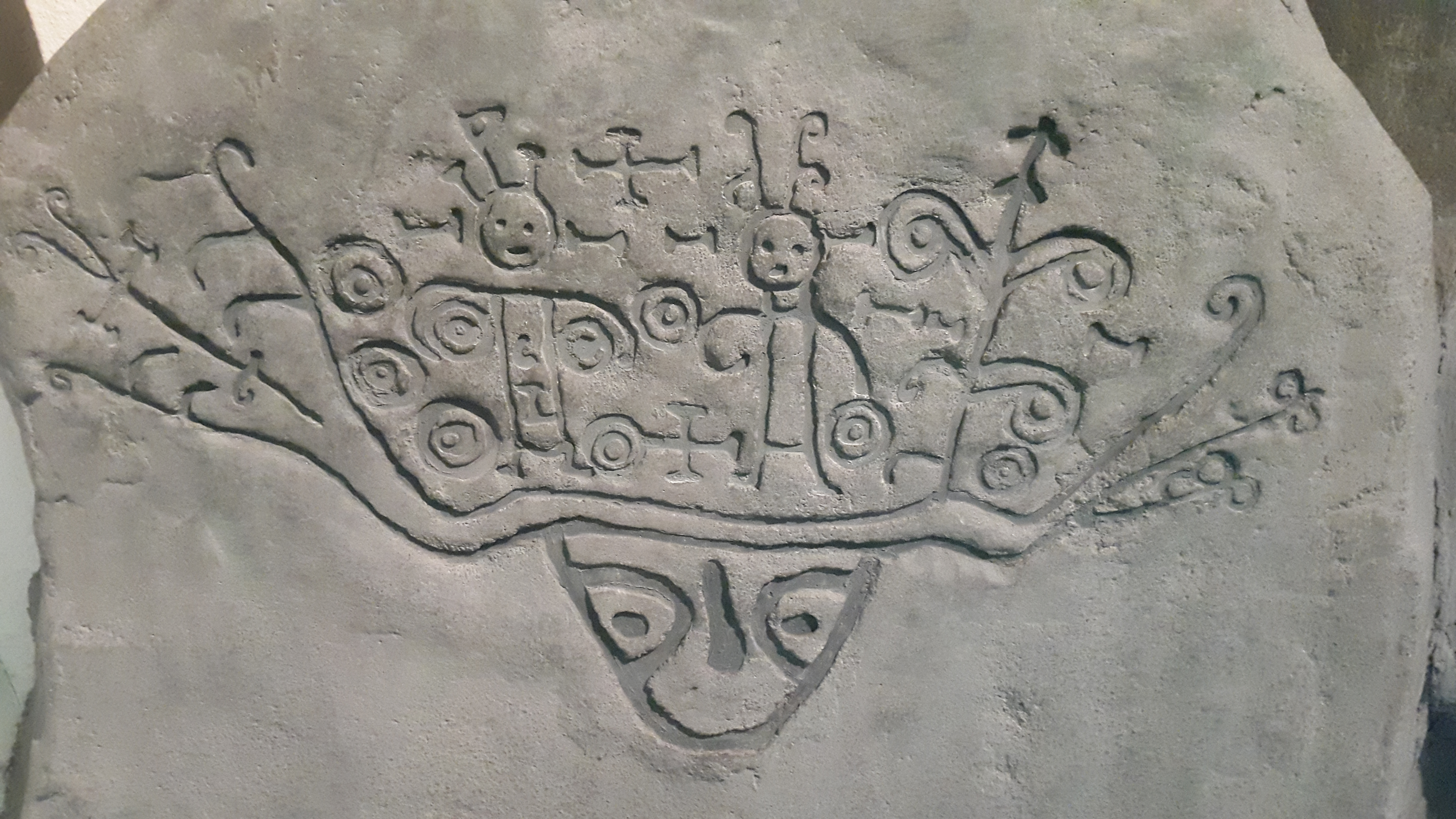
Petroglifo proveniente del sitio Pedregal, faldas del volcán Orosí. 200 a. C a 500 d. C. Exposición permanente en la Sala Precolombina del Museo Nacional de Costa Rica.

La zona alrededor del volcán Orosí fue asiento de tribus indígenas precolombinas por lo menos desde el año 300 a. C. En sus faldas existen varios sitios arqueológicos. En el piedemonte del volcán Orosí se han hallado enterramientos funerarios que consistían en huesos cremados dentro de urnas de cerámica, con ofrendas de jade o piedras verdes y navajas de obsidiana.  En la zona se halla el Sitio Pedregal, un yacimiento arqueológico donde se han encontrado cientos de petroglifos pertenecientes a las culturas precolombinas de Costa Rica. Durante el llamado Periodo Orosí (2000 a 500 a. C) hubo contacto entre las poblaciones del sur de América Central y la cultura olmeca. En 2012, se organizó en la ciudad de Liberia una exposición de arte donde varios artistas costarricenses exponían sus obras inspiradas en los petroglifos ubicados en este sitio, localizado en las faldas del volcán Orosí.
El primer ascenso registrado en tiempos históricos como motivación científica lo realizó el explorador alemán Dr. Karl Sapper, quien escaló el volcán Orosí el 1 de febrero de 1899. En 1923, el maestro de escuela y posterior gobernador de la Provincia de Guanacaste, Otoniel Vega M., subió a la cima del volcán con cinco compañeros luego de varios días de travesía. En la actualidad la escalada al volcán continúa siendo difícil y no una tarea emprendida con frecuencia, debido a que la vegetación tropical conserva su forma primitiva, al cambio paulatino del clima conforme se asciende, al incremento de la pendiente y la topografía abrupta que caracteriza al coloso, lo que ha dado fama a su cumbre de ser "casi invencible".

## Economía
Las tierras aledañas al volcán Orosí han sido utilizadas para labores agrícolas y ganaderas. En sus faldas se realizan diversas actividades relacionadas con el ecoturismo, principalmente la visita al parque nacional Guanacaste, donde se pueden observar amplios territorios cubiertos de bosque seco. Desde el sector norte del volcán pueden apreciarse el Lago de Nicaragua y las planicies del norte de Costa Rica. Su ubicación geográfica es cercana a las costas del Pacífico norte, donde hay hermosas playas.